# 日本驻广州总领事馆
日本国驻广州总领事馆（日语：在広州日本国総領事館）是日本在广州设立的处理侨民及领事事务的官方外交机构。

## 历史
1980年3月1日正式开馆，位于广州市越秀区环市东路368号花园大厦1楼（领事、签证业务窗口于2楼），2023年9月24日起贵岛善子担任总领事。

## 管辖区域
- 广东省
- 福建省
- 广西壮族自治区
- 海南省